# In Fear and Faith
In Fear and Faith est un groupe américain de post-hardcore, originaire de San Diego, en Californie, actif entre 2006 et 2017. Le groupe a été signé par Rise Records et a sorti trois albums studio et deux EP. Leur premier album, Your World on Fire, sorti près d'un an après la signature du groupe avec Rise en 2008, se classe à la 193e place du Billboard 200. Leur deuxième album, Imperial, sort l'année suivante et n'a pas réussi à entrer dans ce classement, mais s'est classé dans le Top Heatseekers et dans le classement général Indie aux États-Unis. 
Le groupe a connu de nombreux changements de line-up depuis sa formation, et ne compte plus aucun membre original cohérent depuis le départ du guitariste Ramin Niroomand et du batteur Mehdi Niroomand en 2014 ; le chanteur Scott Barnes est le seul membre actuel du groupe à avoir joué sur tous les albums studio du groupe, bien qu'il n'en soit pas un membre original ;  de même, bien que le bassiste actuel Tyler McElhany soit lui-même un membre fondateur du groupe, il a quitté le groupe de 2011 à 2014 et n'a pas contribué à leur troisième album, In Fear and Faith.

## Histoire

### Inception etVoyage(2006–2007)
Le groupe est formé en 2006 par les membres Davey Owens, Mehdi Niroomand, Tyler McElhaney, Jarred DeArmas, Michael Guy et Ramin Niroomand alors qu'ils fréquentaient le lycée de San Diego, et tire son nom de la chanson homonyme de Circa Survive. Le groupe enregistre une démo éponyme au cours de la même année de formation, contenant quatre titres. Un an après l'enregistrement de la démo, le chanteur fondateur Jarred DeArmas est expulsé du groupe, les membres cherchant un chanteur avec une plus grande tessiture vocale. Tyler Smith est alors employé comme chanteur propre du groupe et Cody Anderson comme chanteur impur du groupe. Quelques mois après ces modifications, ils remplacent le guitariste Davey Owens par Noah Slifka tandis que le claviériste Michael Guy quitte le groupe sans aucun membre pour le remplacer. Avec ce line-up, ils enregistrent leur premier EP, Voyage et le sortent via iTunes le 17 décembre 2007. Accueilli positivement et atteignant plus de 30 000 ventes, il attire l'attention de Rise Records, qui les signe l'année suivante.

### Your World on Fire(2008–2009)
Le chanteur Smith quitte le groupe en janvier 2008 pour rejoindre Greeley Estates en tant que bassiste. Il est remplacé par Scott Barnes et le groupe sort son premier album, Your World on Fire, le 6 janvier 2009, via Rise Records. Il atteint la 193e place du Billboard 200. Le succès de l'album permet à In Fear and Faith de participer à de nombreuses tournées et festivals. Ils tournent avec des groupes tels que Gwen Stacy, Our Last Night, Vanna, Emarosa, the Human Abstract, Life in Your Way, Burden of a Day, Lower Definition, Confide, VersaEmerge, Here I Come Falling, Broadway, In This Moment, Agraceful et Motionless in White.

### ImperialetSymphonies(2010–2011)
Le 19 décembre 2009, le groupe met à jour son profil Facebook en indiquant qu'il écrivait et enregistrait un nouvel album au cours des trois prochains mois. À la mi-avril, le groupe termine l'album après une tournée en Europe, son titre est révélé comme Imperial. Le 12 mai à minuit (PST), le groupe publie trois nouvelles chansons de l'album : The Solitary Life, Counselor, et Bones en streaming en ligne avant la sortie de l'album. Le 15 juin 2010, Imperial sort dans le monde entier.
Alors que In Fear and Faith faisait partie de la tournée This Is a Family Tour de Attack Attack!, le chanteur impur, Cody Anderson, a été forcé de ne pas être inclus dans leur programme pour des raisons personnelles et sa position dans le groupe a été remplacée par Bryan Zimmerman, anciennement de Sky Eats Airplane. Le 5 décembre 2010, le départ d'Anderson du groupe est alors annoncé. La raison de son départ n'a jamais été expliquée. Avec un line-up plus léger, le groupe prend ensuite du temps pour ne pas tourner et enregistre un EP comprenant des interprétations symphonique de certaines de leurs chansons. L'EP s'intitule Symphonies, et sort le 3 mai 2011. Barnes assure à la fois le chant clair et le chant hurlé sur ce disque. Avant de faire surface, le groupe a une fois de plus changé son line-up. Tyler McElhaney et Noah Slifka sont remplacés par Jarred DeArmas et Sean Bell, respectivement. Bell participe à la tournée This Is A Family Tour en tant que guitariste rythmique avant de rejoindre le groupe et DeArmas était à l'origine le chanteur du groupe lors de sa création au lycée à l'âge de 17 ans en 2006.

### Dernières activités (2012–2016)
Le groupe a annoncé son nouvel album en publiant le premier single le 8 novembre 2011, pour une chanson intitulée It All Comes Out (On the Way Down). A Creeping Dose sort le 29 juin 2012, trois jours après le début de la tournée Scream It Like You Mean It 2012. L'album sort plus tard dans l'année, le 16 octobre 2012, avec Dave Stephens de We Came as Romans apparait en tant que chanteur sur le titre The Calm Before Reform.
Le 5 juin 2014, le groupe annonce qu'il allait enregistrer de la nouvelle musique en publiant cette déclaration : « On ne l'avait pas prévu initialement, mais avec la quantité ridicule de soutien que nous avons reçu ces dernières semaines, on a décidé de faire de la nouvelle musique. On travaille actuellement sur les détails. » Cependant, le 8 juin, le groupe annonce après avoir ouvert pour Saosin avec le chanteur original Anthony Green que ce serait leur dernier concert, ce qui est démenti par la suite sur la page Facebook officielle du groupe. Depuis le 14 février 2015, In Fear and Faith déclare sur sa page Facebook qu'ils travaillaient sur un nouveau morceau. Le 14 mai 2015, Sean Bell a posté une vidéo sur son Instagram déclarant que le groupe avait officiellement commencé la pré-production.
Depuis 2017, aucune autre mise à jour n'est fournie sur le groupe. Les membres maintiennent que le groupe ne s'est pas séparé, bien que le chanteur principal Scott Barnes, et le guitariste Sean Bell soient dans un nouveau groupe, Noble. Malgré cela, ils déclarent que de la nouvelle musique d'In Fear and Faith viendra éventuellement

## Discographie

### Albums studio
- 2009 : Your World on Fire
- 2010 : Imperial
- 2012 : In Fear and Faith

### EP
- 2007 : Voyage
- 2011 : Symphonies

### Démo
- 2006 : In Fear and Faith